# Бешбулак
Бешбулак (узб. Beshbuloq / Бешбулоқ) — посёлок городского типа, расположенный на территории Дехканабадского района Кашкадарьинской области Республики Узбекистан.

Статус посёлка городского типа с 2009 года.